# Wierre-Effroy Churchyard
Wierre-Effroy Churchyard is een begraafplaats gelegen in de Franse plaats Wierre-Effroy (Pas-de-Calais). De militaire graven worden onderhouden door de Commonwealth War Graves Commission.
De begraafplaats telt 1 geïdentificeerd Gemenebest graf uit de Tweede Wereldoorlog.